# 热尔米尼亚克
热尔米尼亚克（法語：Germignac，法語發音：[ʒɛʁmiɲak]）是法国滨海夏朗德省的一个市镇，位于该省东部偏南，属于容扎克区。

## 地理
热尔米尼亚克（45°34'20"N, 0°20'16"W）面积14.42 平方千米，位于法国新阿基坦大区滨海夏朗德省，该省份为法国西部滨海省份，北起旺代省，西临大西洋，南至吉倫特省，东南接多爾多涅省，东北接德塞夫勒省接壤，东临夏朗德省。
与热尔米尼亚克接壤的市镇（或旧市镇、城区）包括：内河畔圣福尔、内河畔圣帕莱、萨勒当格勒、谢尔扎克、雅纳克香槟、圣勒里娜、内河畔圣马夏尔。

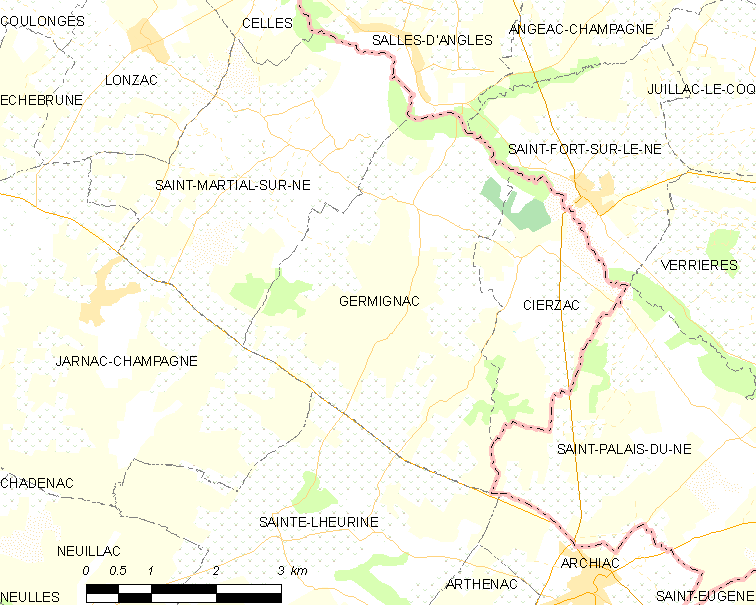
热尔米尼亚克的OSM定位图

热尔米尼亚克的时区为UTC+01:00、UTC+02:00（夏令时）。

## 行政
热尔米尼亚克的邮政编码为17520，INSEE市镇编码为17175。

## 政治
热尔米尼亚克所属的省级选区为容扎克县。

## 人口

1962-2008年间热尔米尼亚克人口变化图示

热尔米尼亚克于2022年1月1日时的人口数量为647人。